# Pettegola intrigante
Pettegola intrigante (Putschliesel) è un film muto del 1920 scritto e diretto da Erich Schönfelder.

## Produzione
Il film fu prodotto da Paul Davidson per la Projektions-AG Union (PAGU). Venne girato in Brandeburgo, nella Foresta della Sprea, una regione paludosa a sud-est di Berlino attraversata dal fiume Sprea.

## Distribuzione
In Germania, il film venne proiettato in pubblico per la prima volta a Berlino nell'ottobre 1920.